# Les Compères
Les Compères är en fransk komedifilm från 1983 i regi av Francis Veber och i huvudrollen Pierre Richard, Gérard Depardieu, Anny Duperey och Michel Aumont. Det är den tredje filmen regisserad av Francis Veber. Den större delen av filmen spelades in i Nice.

## Rollista
- Pierre Richard ... François Pignon
- Gérard Depardieu ... Jean Lucas
- Anny Duperey ... Christine Martin
- Michel Aumont ... Paul Martin
- Stéphane Bierry ... Tristan Martin
- Philippe Khorsand ... Milan
- Jean-Jacques Scheffer ... Ralph
- Maurice Barrier ... Rafard
- Roland Blanche ... Jeannot
- Jacques Frantz ... Verdier
- Florence Moreau ... Michèle Rafard
- Robert Dalban ... hotellreceptionisten
- Gisèle Pascal ... Christines mor
- Patrice Melennec ... ägaren till "Star Treck"
- Philippe Brigaud ... mannen vid garaget blockeras av bilen
- Patrick Blondel ... Stéphane
- Charlotte Maury-Sentier ... Madame Rafard

## Nomineringar
Filmen var nominerad två gånger på det 9. Césarpriset :
- Nominering till Bästa Skådespelare för Gérard Depardieu
- Nominering till Bästa Originalmanus för Francis Veber